# Megacyllene bonplandi
Megacyllene bonplandi är en skalbaggsart som först beskrevs av Pierre Émile Gounelle 1911.  Megacyllene bonplandi ingår i släktet Megacyllene och familjen långhorningar. Inga underarter finns listade i Catalogue of Life.